# Битка код Липара
Битка код Липара (Липари, 260. п. н. е.) била је прва поморска битка између Картагине и Римске републике. Битка је део Првог пунског рата. Картагињани су победили више захваљујући заседи, него стварној бици.
После победе у бици код Агригента Римљани су освојили велики део Сицилије. Почињу градити флоту да би контролисали западни Медитеран. Дотад је Картагина била поморска сила без премца у западном Медитерану. Римска република гради 150 бродова за рекордна два месеца. Патриције и конзул Гнеј Корнелије Сципион Асин командује са 17 бродова, који отпловљавају до Месине, да би припремили долазак флоте и прелаз у Сицилију.

## Заседа
Кад је Сципион дошао до теснаца, добија информацију да гарнизон на Липарским острвима има намеру да преће на страну Рима. Сципион није могао одољети таквом искушењу да заузме важан град без борбе. Сципион отпловљава према Липарима. Док су римски нови бродови улазили у липарску луку у заседи их је чекао део картагињанске флоте под командом Ханибала Гискона и Бода.
Бод је са 20 бродова блокирао Римљане унутар луке. Сципион и римска посада нису пружили неки отпор. Неискусна посада се успаничила и побегала, а конзул Сципион је ухваћен.
Брзо после Сципион се свети за понижење и побеђује у бици код Мила.